# Javier Godino
Javier Godino (Madri, 11 de março de 1978) é um ator e cantor espanhol.